# Săcueni
Săcueni (maďarsky Székelyhíd) je město v rumunské župě Bihor.
V roce 2002 zde žilo 11 665 obyvatel, 77 %  z nich bylo maďarské národnosti 
Administrativní součástí města jsou i vesnice Cadea, Ciocaia, Cubulcut, Olosig a Sânnicolau de Munte.